# Anton Felkel
Anton Felkel (Kamenz, 1740 – 1800?), matemático austríaco que se distinguiu no cálculo de tabelas de números primos, dos quais construiu uma tabela contendo todas as ocorrências no intervalo entre 1 e mais de 2 000 000. Do seu trabalho, em conjunto com as tabelas elaboradas pelo esloveno Jurij Vega, resultou em 1798 a postulação do teorema dos números primos pelo matemático Adrien-Marie Legendre. Este teorema foi demonstrado independentemente, em 1896, por Jacques Hadamard e Charles-Jean de La Vallée Poussin, constituindo-se um importante contributo para a teoria dos números.

## Biografia
Anton Felkel nasceu em Viena, Áustria, no ano de 1740, tendo adoptado a profissão de mestre de primeiras letras na escola da Catedral de Santo Estêvão de Viena (a famosa Stephansdom), na qual teve um importante papel na reforma do ensino e na introdução na Áustria dos métodos educativos prussianos então sendo testados.
Tudo indica que apenas iniciou o estudo das matemáticas depois dos 30 anos de idade, apaixonando-se pelo cálculo numérico e iniciando a produção de diversas tabelas, entre as quais tabelas de números primos, calculando no processo a decomposição factorial de um intervalo crescente de números compostos.
Manteve correspondência com diversos matemáticos europeus, entre os quais Johann Heinrich Lambert e Garção Stockler, em comunicação com os quais decidiu elaborar uma tabela de decomposição factorial de todos os números inteiros até 10 000 000, feito até então nunca conseguido.
Desse labor publicou em 1776 uma tabela contendo os factores primos dos números de 1 a 144 000 para os quais não é possível a divisão inteira por 2, por 3 ou por 5. A obra transformou-se num livro raríssimo, já que boa parte dos exemplares, que não tinham qualquer procura, foram utilizados para embrulhar projécteis utilizados na guerra contra os otomanos. A tabela publicada, com duas tabelas auxiliares, cobre os números até 408,000, mas sabe-se que existem em manuscrito tabelas que permitem atingir, pelo menos, os 2 000 000.
Felkel também traduziu para latim parte da obra de Lambert, e nessa tradução anuncia que calculou a decomposição factorial de todos os números dos números compreendidos entre 408 000 e 2 856 000, aparentemente pela segunda vez, por não dispor de um manuscrito elaborado em 1785.
Para permitir a realização manual de um tão grande volume de cálculo, Anton Felkel, em colaboração com Carl Friedrich Hindenburg, um matemático alemão, aperfeiçoou um sistema de réguas de cálculo, baseado no processo de cálculo hoje designado por "método do stencil", que, apesar de dificultoso e sujeito a erros, permite tornar relativamente expedito o calculo de factores e a observação de um conjunto de outras propriedades dos números.
O trabalho de Anton Felkel ainda hoje é apreciado pelo rigor e pelo espantoso volume de cálculos feitos manualmente.
Sabe-se que em 1798 Anton Felkel estava em Lisboa.

## Publicações
- Tafel aller einfachen Factoren der durch 2, 3, 5 nicht theilbaren Zahlen von 1 bis 10 000 000. Vienna: 1776;
  - «I. Theil enthaltend die Factoren von 1 bis 144000»
  - «Pars II. exhibens factores numerorum ab 144001 usque 336000»
  - Pars III. exhibens factores numerorum ab 336001 usque 408000
- Wahre Beschaffenheit des Donners: Eine ganz neue Entdeckung durch einen Liebhaber der Naturkunde. Wien: v. Ghelen, 1780;
- Neueröffnetes Geheimniss der Parallellinien enthaltend verschiedene wichtige Zusätze zur Proportion und Korperlehre von Anton Felkel; nebst einer dreytachen vorläuligen Nachricht von den dazu dienenden neuer fundenen mechanischen Kunstgriffen etc. Wien; von Ghelenschen Buchhandlung, 1781;